# Pridobivanje kadrov
Postopek pridobivanja kadrov je eden od osnovnih postopkov celotnega procesa pridobivanja in zaposlovanja kadrov. Ožje, proces pridobivanja kadrov razumemo kot oblikovanje skupine kandidatov, iz katere iščemo najprimernejšega kandidata za razpisano delovno mesto. Potrebe po kadrih nekateri na kratko opredeljujejo kot potrebe po ljudeh z določeno stopnjo izobrazbe, sposobnostmi in izkušnjami, ki so potrebne za uresničevanje programa gospodarskega in družbenega razvoja. V grobem ločimo dva tipa pridobivanja kadrov in sicer iz notranjih virov in iz zunanjih virov.

## Zaposlovanje iz notranjih virov
Zaposlovanje notranjih virov pomeni pridobivanje potencialnih kandidatov v organizaciji, ki že delajo v podjetju. Prednostno upoštevanje notranjih kadrovskih virov ima ugodne psihološke učinke, ker se krepi identifikacija in lojalnost do delodajalca ter zadovoljstvo zaposlenih. Delavcem je namreč pomembno, da bo delodajalec najprej pomisli na njih. 
V teh primerih gre pravzaprav za napredovanje delavca. 
Prednost zaposlovanja iz notranjih virov je ta, da kandidati dobro poznajo podjetje, v katerem so že zaposleni, kar omogoča precej krajši čas njihovega prilagajanja na novo delovno mesto. Prav tako so sposobnosti in slabosti dela kandidatov nadrejenim že precej znane.
Verjetnost, da bomo dobro ocenili oziroma izbrali kandidata pri notranjih kandidatih večja. S takšnim zaposlovanjem organizacija svojim delavcem omogoči razvoj v mejah njihovih možnosti. Napredovanje v podjetju tako izboljša organizacijsko klimo, dviga delovno moralo in zmanjšuje fluktuacijo in izostanke z dela.
Po drugi strani pa ima zaposlovanje iz notranjih virov tudi svoje slabosti. Ocene o kandidatih, ki jih dajejo sodelavci ali pa nadrejeni so lahko pristranski v obeh smereh: lahko dajejo preveč pozitivne ocene ali pa preveč negativne ocene. Delodajalcu včasih koristi, da dobi novega zaposlenega, ki ima svoje ideje, prinaša podjetju inovativnost, kar pa je pri že zaposlenem v podjetju precej težje. Negativna stran kadrovanja iz notranjih virov pa je tudi ta, da ima lahko kandidat, ki je zasedel prosto delovno mesto, pri čemer gre za delovno mesto višjega ranga, težave z uveljavljanjem avtoritete, saj ga njegovi sodelavci še vedno obravnavajo kot člana skupine in ne kot njihovega nadrejenega.

## Zaposlovanje iz zunanjih virov
Način pridobivanja kadrov iz zunanjih virov ima prednost veliko večjega izbora talentov, v organizacijo se vnašajo nove ideje in zamisli, zmanjšujejo se notranja trenja in napetost in pa omogočajo se spremembe notranjih odnosov, načini mišljenja in ravnanja. 
Ima pa pridobivanje iz zunanjih virov tudi svoje slabosti. Takšen način pridobivanja je precej dražji in zahtevnejši (priprava oglasa, izbira ciljne publike, izbira ustreznega medija), prav tako zahteva daljši čas prilagajanja novega kandidata na zahteve podjetje, [[organizacijska klima|klimo] in organizacijo podjetja. Lahko pride do nezadovoljstva med že zaposlenimi, ki menijo, da bi morali oni zasesti razpisano delovno mesto. Obstaja tudi možnost izbire napačnega kandidata.  
S štipendiranjem, povezovanjem s šolami in učnimi pogodbami je možno pridobiti nekatere najbolj iskane profile. Kadrovsko štipendiranje ima poleg tega tudi to prednost, da se kandidat povezuje z delodajalcem že med izobraževanje z izdelavo seminarskih nalog, opravljanjem strokovne prakse, diplomskega dela itd. Delodajalci pri iskanju kadrov večkrat uporabljajo neposredne stike s šolami (zlasti na univerzah), kjer na različne načine pridobivajo kandidate: s pisnimi obvestili, organiziranjem pogovorov, iskanjem informacij in priporočil pri profesorjih.

## Kombinacija zaposlovanja iz zunanjih in notranjih virov
V praksi se pogosto kombinira zaposlovanje iz notranjih in zunanjih virov. Če delodajalec ne uspe pokriti delovnega mesta iz notranjih virov, začne z iskanjem iz zunanjih virov. Prosto delovno mesto se po sistemu verige pokriva z napredovanji iz notranjih virov in konča z objavo povsem drugega prostega delovnega mesta.

## Metode pridobivanja delavcev

### Metoda neformalnega pridobivanja
Gre za eno izmed najstarejših in najbolj uporabljanih metod. Lahko gre za poizvedovanje pri prijateljih, znancih in profesionalnih kolegih ali pa za previdno nagovarjanje kandidatov, ki že delajo za druge delodajalce, ali pa da organizacija zaprosi svoje zaposlene naj obvestijo svoje znance o prostem delovnem mestu in jih priporočijo delodajalcu. Pomanjkljivost te metode je, da lahko vpliva k oblikovanju zaprtih krogov v organizaciji, saj so posamezniki nagnjeni k temu, da priporočajo osebe s podobnimi osebnostnimi lastnosti, kot jih imajo oni.

### Neposredno javljanje kandidatov pri delodajalcih
Pobuda je na strani iskalcev zaposlitve, ki osebno poizvedujejo o prostih delovnih mestih ali pa se samoiniciativno obračajo na organizacije s pisnimi prošnjami. Podatke o takih kandidatih organizacije vnašajo v svoje datoteke ter jih sproti obveščajo o prostih delovnih mestih.

### Štipendiranje
Pridobivanje novih kadrov lahko poteka ali z obiski večjih skupin študentov in omogočanjem prakse v organizacijah ali pa sistematično izbiranje najboljših dijakov in študentov, ki jih ob pomoči učiteljev organizacije obvestijo o možnih zaposlitvah, jih vabijo v organizacije, da bi spoznali delovno okolje ali pa da bi se izpopolnjevali z delom, jim pomagali pri seminarskih in diplomskih nalogah ter jih morda tudi materialno podpirali. 
Gre za razmeroma zahtevno metodo, saj zahteva izkušnje iz komuniciranja oziroma dela z mladimi, pripraviti je treba precej pisnega gradiva in s potencialnimi kandidati vzpostaviti in tudi vzdrževati raznovrstne stike. Tudi po tem, ko vstopijo v organizacijo morajo kandidati skozi razmeroma dolgotrajen proces usposabljanja in uvajanja v delo in kulturo organizacije. 
Organizacije dajejo posameznikom denarno pomoč, praktično usposabljanje, jih postopno uvajajo v organizacijsko okolje ter tako načrtno pridobivajo mlade usposobljene delavce.

### Javne službe za zaposlovanje
Gre za zavode, kamor se lahko prijavijo nezaposleni, zavod pa jim lahko nudi finančna nadomestila in zdravstveno zavarovanje. Prav tako pa služi kot nekakšen posrednik med delodajalcem in potencialnimi kandidati, ki so prijavljeni na zavodu. V Sloveniji za primer takšnega zavoda velja Zavod Republike Slovenije za zaposlovanje. 
Datoteke iskalcev zaposlitve so pri takšnih zavodih običajno najobsežnejše in sproti dopolnjevane, zagotavljajo podatke za celo državo, kandidati za zaposlitev pa so praktično takoj dostopni. Običajno je delodajalec tisti, ki se obrne na zavod s potrebo po delavcih, zavod pa na podlagi ustrezne izbire napoti k njim brezposelne osebe.

### Zasebne agencija za zaposlovanje
V primerjavi z javnimi službami  so mnogo manjše, imajo manj informacij in tudi manj možnih kandidatov. Organizacijam svoje storitve zaračunajo. Več na: Zasebne agencije za zaposlovanje Arhivirano 2015-05-18 na Wayback Machine..

### Oglaševanje
Z oglaševanjem prostega mesta skuša podjetje obvestiti čim več tistih, ki bi lahko postali potencialni kandidati in ki obenem ustrezajo postavljenim zahtevam. Glavni namen oglaševanja je torej pridobiti, zainteresirati ustrezne kandidate, zagotoviti nabor kandidatov, iz katerega bi se dalo najbolje izbrati ustreznega kandidata za delovno mesto. Potrebno je definirati ciljno publiko, določiti medije, oblikovati sporočilo in spremljati rezultate. Čim bolj usposobljenega in specializiranega delavca organizacija išče, tem bolj mora razširiti območje iskanja in tem bolje izbrati ustrezen medij.

#### Ciljna publika
Narava in raven dela določata ciljno publiko tako glede obsega kot geografske pokritosti. Za operativno raven je v Sloveniji potrebno iskati lokalne kandidate, razen kadar se občasno iščejo posebne spretnosti, ki jih ni mogoče dobiti na domačem trgu – v teh primerih je potrebno poizvedovanje.

#### Mediji
Izbira medija, v katerem bo neka organizacija oglaševala, je odvisna od dopustnih stroškov, in od tipov ljudi, ki jih je potrebno pokriti. Vrste medijev preko katerih lahko oglašujemo:
- Tisk (najpogosteje)
- Televizijski oglasi
- Plakati (ki se jih izobesi na lokacijah, kjer se ustrezna publika najverjetneje nahaja)
- Letaki in prospekti, ki se jih pošilja na dom
- Delovni centri (Zavod RS za zaposlovanje ali privatne agencije za posredovanje zaposlitve)
- Sporočila znotraj in zunaj delovnega območja

Načeloma se uporablja ustrezna mešanica oglaševanja v različnih medijih, saj pri vsakem mediju obstajajo določene prednosti in slabosti. 

#### Sporočilo
Sporočilo mora biti enostavno in povedati mora bistvo. Uporaba strokovnih in tehničnih izrazov naj bo v manjši meri, mora pa sporočilo doseči določen čustven odziv; kandidate mora zainteresirati. Sporočilo mora ustrezati izbranemu mediju.. Prav tako mora biti brez slovničnih napak, napisana mora biti v tekočem in zanimivem slogu. Ne sme obljubljati stvari, ki ne bodo izpolnjene, prilagojena mora biti dejavnosti podjetja. Vsebina samega oglasa naj bi bila zajeta iz opisa ponujenega dela. Delo in delovno okolje morata biti kandidatom natančno predstavljena, zato da se na oglas prijavijo ustrezni delavci. 
Nekatera vodila za oblikovanje oglasov so, da bi naj bili oglasi kratki in pregledni, avtor oglasa se mora izogibati humorju in diskriminaciji. Oglas mora namreč izmed vseh oglasov, ki so npr. objavljeni v časopisu, pritegniti pozornost pravih kandidatov. Želja kandidata se mora s prebiranjem oglasa povečevati, zato oglas ne sme biti predolg, informacije pa morajo biti razvrščene tako, da kandidat ne izgubi zanimanja že na začetku. Delodajalci pa morajo pri oblikovanju  upoštevati tudi to, da oglas v mediju ni le sredstvo za pridobivanje kandidatov za zaposlitev, ampak je tudi sredstvo predstavljanje organizacije v javnosti.  
Pomembno je, da organizacija spremlja odziv glede na posamezne medije in sicer iz vidika stroškov, vrste dela itd.). Sama izvedba postopka prijave mora biti standardizirana, saj ima organizacija določene formalne in moralne obveznosti do kandidatov in mora paziti, da se dokumenti ne izgubijo. Organizacija se na prošnje po navadi odzove z obvestilom o sprejetju prijave (prošnje), s povabilom na razgovor, s prošnjo za dodatne informacije ali pa z zavrnitvijo.
Ker ima tako zaposlovanje iz notranjih in iz zunanjih virov svoje prednosti in slabosti, je najbolj optimalna rešitev kombinacija obojega.